# Anatoly Moskvin
Anatoly Yuryevich Moskvin (Nizhny Novgorod, 1 de setembro de 1966) é um linguista, filólogo e historiador russo que foi preso em 2011 depois que os corpos mumificados de 26 meninas e mulheres com idades entre três e 25 anos foram descobertos em seu apartamento. Depois de exumar os corpos dos cemitérios locais, Moskvin mumificou os cadáveres antes de os vestir e colocá-los em sua casa. Os pais de Moskvin, que dividiam o apartamento com ele, sabiam das múmias, mas as confundiram com bonecas grandes.
Uma avaliação psiquiátrica determinou que Moskvin sofre de uma forma de esquizofrenia paranóica. Em maio de 2012, ele foi condenado a uma avaliação psiquiátrica e desde então está detido em um hospital psiquiátrico.
Vladimir Stravinskas, chefe do Comitê de Investigação da Rússia para a região de Nizhny Novgorod, chamou o caso de excepcional e inigualável na medicina forense moderna.

## Vida pessoal e educação
Anatoly Moskvin morava em Nizhny Novgorod, a quinta maior cidade da Rússia. Ele disse que começou a vagar por cemitérios com amigos quando ainda era estudante. Em particular, eles visitaram o cemitério Krasnaya Etna, localizado no distrito de Leninsky, em Nizhny Novgorod. Em um artigo escrito pouco antes de sua prisão, Moskvin atribuiu seu interesse pelos mortos a um incidente de infância durante o qual ele testemunhou um cortejo fúnebre para uma menina de 11 anos. Ele alegou que os participantes o forçaram a beijar o rosto da menina morta, escrevendo que "um adulto empurrou meu rosto até a testa cerosa da menina com um gorro bordado e não havia nada que eu pudesse fazer além de beijá-la como ordenado".
Depois de se formar em filologia na Universidade Estatal de Moscou, Moskvin tornou-se conhecido nos círculos acadêmicos. As suas principais áreas de interesse acadêmico eram a história e o folclore celta, bem como as línguas e a linguística. Moskvin tinha um profundo interesse em cemitérios, rituais funerários, morte, e ocultismo. Ele manteve uma biblioteca pessoal de mais de 60 mil livros e documentos, bem como uma grande coleção de bonecas. Acadêmicos colegas descreveram Moskvin como um gênio e um excêntrico.
Quando adulto, Moskvin levou uma vida isolada. Ele nunca se casou ou namorou, preferindo morar com seus pais. Moskvin se absteve de beber álcool e fumar e supostamente é virgem. Em 2016, foi relatado que ele planejava se casar com uma mulher de 25 anos de sua cidade natal que compareceu ao julgamento.

## Carreira
Ex-professor de estudos celtas na Universidade Linguística de Nizhny Novgorod, Moskvin trabalhou anteriormente no Instituto de Línguas Estrangeiras. Filólogo, linguista e poliglota que fala treze idiomas, Moskvin escreveu vários livros, artigos e traduções, todos bem conhecidos nos meios acadêmicos. Moskvin também trabalhou ocasionalmente como jornalista e contribuiu regularmente para jornais e publicações locais. Descrevendo-se como um "necropolista", Moskvin foi considerado um especialista em cemitérios locais na região de Nizhny Novgorod.
Em 2005, Oleg Riabov, um colega acadêmico e editor, encarregou Moskvin de resumir e listar os mortos em mais de 700 cemitérios em quarenta regiões do Oblast de Nizhny Novgorod. Moskvin afirmou que entre 2005 e 2007, ele inspecionou a pé 752 cemitérios em toda a região, caminhando até 30 km por dia. Nessas viagens, bebia em poças, passava noites em palheiros e em quintas abandonadas, ou dormia nos próprios cemitérios, chegando mesmo a passar uma noite num caixão a preparar um funeral. Em suas extensas viagens, Moskvin às vezes foi interrogado pela polícia por suspeita de vandalismo e roubo, mas nunca foi preso ou detido depois de declarar suas credenciais acadêmicas e propósito. O trabalho em si permanece inédito, mas foi descrito como "único" e "inestimável" por Alexei Yesin, editor do Necrologies, um jornal semanal para o qual Moskvin era um colaborador regular. Após a prisão de Moskvin, Yesin afirmou que estava confiante de que havia um erro e Moskvin logo seria solto. Mais tarde, Yesin disse à Associated Press que Moskvin era um solitário que tinha "certas peculiaridades", mas que não deu nenhuma indicação de que estava tramando algo incomum.
Entre 2006 e 2010, Moskvin trabalhou como correspondente freelancer para o jornal Nizhny Novgorod Worker, publicando artigos duas vezes por mês. Seu pai também às vezes escrevia para o jornal. Durante 2008, Moskvin escreveu uma extensa série de artigos sobre a história dos cemitérios de Nizhny Novgorod que apareceram no jornal.

## Prisão e processo criminal
Moskvin foi preso em 2 de novembro de 2011 pela polícia que investigava uma série de profanações de túmulos em cemitérios e arredores de Nizhny Novgorod. Investigadores do Centro de Combate ao Extremismo descobriram os 26 corpos, inicialmente relatados como 29, no apartamento e garagem de Moskvin. Um vídeo divulgado pela polícia mostra os corpos sentados em prateleiras e sofás em pequenas salas cheias de livros, papéis e desordem geral. Embora apenas vinte e seis corpos tenham sido descobertos em sua casa, Moskvin era suspeito de profanar até 150 túmulos depois que a polícia encontrou vários acessórios de sepultura, como placas de metal removidas das lápides. A polícia também descobriu instruções para fazer os "bonecos", mapas de cemitérios da região e uma coleção de fotografias e vídeos que retratam sepulturas abertas e corpos desenterrados, embora nenhuma dessas evidências possa ser conclusivamente ligada a qualquer um dos corpos encontrados no apartamento. De acordo com a investigação, os corpos vieram principalmente de cemitérios na região de Nizhny Novgorod, embora alguns possam ter vindo de lugares tão distantes quanto Moscou. Moskvin cooperou ativamente com os investigadores e afirmou que fez as bonecas ao longo de dez anos. Seus pais, que ficavam ausentes por grande parte do ano, não sabiam de suas atividades.
Moskvin foi acusado nos termos do artigo 244 do Código Penal pela profanação de sepulturas e cadáveres, uma acusação que pode levar até cinco anos de prisão. Originalmente Moskvin também foi acusado de ter desfigurado os túmulos de muçulmanos, considerado um crime de ódio, mas esta acusação foi posteriormente retirada.
Após uma avaliação psiquiátrica, foi determinado que Moskvin sofria de uma forma de esquizofrenia paranóica. Em uma audiência em 25 de maio de 2012, o tribunal distrital de Leninsky de Nizhny Novgorod considerou Moskvin impróprio para ser julgado, liberando-o de responsabilidade criminal. Em vez disso, ele foi condenado a "medidas médicas coercitivas". A promotoria ficou satisfeita com a decisão e não recorreu do veredicto.
Moskvin foi removido para uma clínica psiquiátrica, com sua estadia a ser revisada regularmente. Em fevereiro de 2013, uma audiência aprovou a extensão de seu tratamento psiquiátrico. O tratamento de Moskvin foi novamente prorrogado em abril de 2014 e novamente em julho de 2015. Em 2014, um porta-voz declarou: "Depois de três anos monitorando-o em uma clínica psiquiátrica, está absolutamente claro que Moskvin não está mentalmente apto para o julgamento... Ele será, portanto, mantido para tratamento psiquiátrico na clínica." Em setembro de 2018, os médicos de Moskvin declararam que ele não era mais perigoso e solicitaram ao Tribunal Distrital Leninsky de Nizhny Novgorod que o liberasse para atendimento ambulatorial em casa; no entanto, em fevereiro de 2019, uma avaliação psiquiátrica subsequente descobriu que era muito cedo para liberar Moskvin, e o hospital retirou sua petição.

### Motivo
Em uma entrevista após sua prisão, Moskvin afirmou que sentia grande simpatia pelas crianças mortas e achava que elas poderiam ser trazidas de volta à vida pela ciência ou pela magia negra. Como especialista em cultura celta, Moskvin aprendeu que os antigos druidas dormiam em túmulos para se comunicar com os espíritos de seus mortos. Ele também estudou a cultura dos povos da Sibéria, em particular os antigos iacutos, e descobriu que eles tinham uma prática semelhante para se comunicar com os mortos. Moskvin começou a procurar obituários de crianças recentemente falecidas. Quando encontrava um obituário que "falava" com ele, ele dormia no túmulo da criança para determinar se o espírito desejava ser trazido de volta à vida. Moskvin alegou que fazia isso há cerca de vinte anos e insistiu que, quando começou, nunca cavou uma sepultura sem a "permissão" da criança enterrada ali. À medida que envelhecia, tornou-se fisicamente doloroso para ele dormir nos túmulos, então ele começou a trazer os corpos para casa, onde seria mais confortável dormir perto deles. Ele esperava que os espíritos estivessem mais dispostos a falar em um lar seguro e acolhedor e que pudessem ser mais fáceis de ouvir quando não estivessem mais no subsolo.
Depois de exumar os cadáveres, Moskvin pesquisou teorias e técnicas de mumificação na tentativa de preservar os corpos. Ele secava os cadáveres usando uma combinação de sal e bicarbonato de sódio e, em seguida, guardava os corpos em locais seguros e secos dentro e ao redor dos cemitérios. Depois que os corpos secavam, Moskvin os carregava para sua casa, onde usava vários métodos para fazer "bonecos" na tentativa de dar às crianças corpos funcionais para serem usados quando ele finalmente descobrir uma maneira de trazê-los de volta à vida, sentindo que seu corpo físico os restos mortais estavam muito deteriorados e feios para eles se sentirem confortáveis ou felizes. Incapaz de evitar que os corpos murchassem e encolhessem à medida que secavam, ele envolvia os membros em tiras de pano e enchia a cavidade do corpo com trapos e estofamento para dar plenitude, às vezes adicionando máscaras de cera decoradas com esmalte sobre os rostos antes de vesti-los com roupas e perucas infantis coloridas. Esses detalhes fizeram os corpos parecerem grandes bonecos caseiros, o que impediu sua descoberta. Não ficou claro se cada boneco continha um conjunto completo de restos humanos.
Moskvin estava ciente de que estava cometendo um crime, mas sentiu que as crianças mortas estavam "chamando" para serem resgatadas e acreditava que resgatar as crianças era mais importante do que obedecer à lei. Ele também foi motivado por seu próprio desejo de ter filhos, especificamente uma filha. Moskvin muitas vezes lamentou que nunca teve filhos e chegou a tentar adotar uma jovem contra a vontade de seus pais, mas seu pedido foi recusado devido à sua baixa renda. Moskvin negou qualquer atração sexual pelos bonecos e, em vez disso, os considerava seus filhos. Ele conversava e interagia com os cadáveres, cantava músicas para eles, assistia a desenhos animados com eles e até realizava festas de aniversário e feriados comemorativos.

## Publicações
Publicações contribuíram para:
- Moskvin escrevia regularmente para o Necrologies, um jornal semanal que publica obituários e histórias sobre cemitérios e mortos famosos.[12][17]
- Em 2009-2010, ele contribuiu regularmente para o jornal Nizhny Novgorod Worker.[9][13]

Dicionários
- Dicionário inglês-russo e russo-inglês das palavras e expressões mais comuns. Cerca de 45 000 palavras. / Com. Moskvin A. Yu. - M.: Tsentrpoligraf, 2009. - 719 p. - (Vocabulário amplo). -ISBN 978-5-9524-4088-3.
- Dicionário escolar anglo-russo e russo-inglês / comp. Moskvin A. Yu. - M.: Tsentrpoligraf, 2014. - 640 p. - (Dicionários escolares). -ISBN 978-5-227-05185-1.
- Grande Dicionário de Palavras Estrangeiras. Mais de 25.000 palavras / comp. Moskvin A. Yu. - 7ª ed., Rev. e adicionais.. - M.: Tsentrpoligraf, 2008. - 688 p. - (Vocabulário amplo). -ISBN 978-5-9524-3984-9.
- Livro de frases da escola idioma russo / comp. Moskvin A. Yu. - M.: Tsentrpoligraf, 2012, 2013. - 639 p. - (Dicionários escolares). -ISBN 978-5-227-04592-8.

Traduções
- Wilson T. História da suástica desde os tempos antigos até os dias atuais = A suástica: o símbolo mais antigo conhecido e suas migrações / per. com Inglês.: Moskvin A. Yu. - N. Novgorod Books, 2008. - 528 p. -ISBN 978-5-94706-053-9.

Ensaios/Capítulos
- Moskvin A. Yu Cruz sem crucifixo // A história da suástica desde os tempos antigos até os dias atuais. - N. Novgorod: Editora "Livros", 2008. - S. 355-526. - 528 p. -ISBN 978-5-94706-053-9.

## Na cultura popular
A Galeria de Arte Liljevalchs em Estocolmo, Suécia, mostrou uma peça de arte em 2016 de Sonja Nilsson composta por 9 bonecas que replicam as feitas por Anatoly Moskvin.